# مزرعه فقیه
مزرعه فقیه، روستایی از توابع بخش رونیز شهرستان استهبان در استان فارس ایران است.

## جمعیت
این روستا در دهستان خیر قرار دارد و براساس سرشماری مرکز آمار ایران در سال ۱۳۸۵، جمعیت آن زیر سه خانوار بوده‌است.